# مسجد جامع جونپور
مسجد جامع جونپور نام مسجد جامع شهر جونپور در هند است. این مسجد یکی از جاذبه‌های گردشگری مهم در جونپور است. این مسجد در 2.2 کیلومتری شمال-شمال شرق جونپور، 7.3 کیلومتری شمال غربی ظفرآباد و 16.8 متر شمال-شمال شرق ماریاهو و 26.3 کیلومتری غرب-شمال غرب کراکت قرار دارد.
نماز جمعه هر جمعه به‌طور منظم برگزار می‌شود. نمازهای پنجگانه نیز روزانه ادا می‌شود.

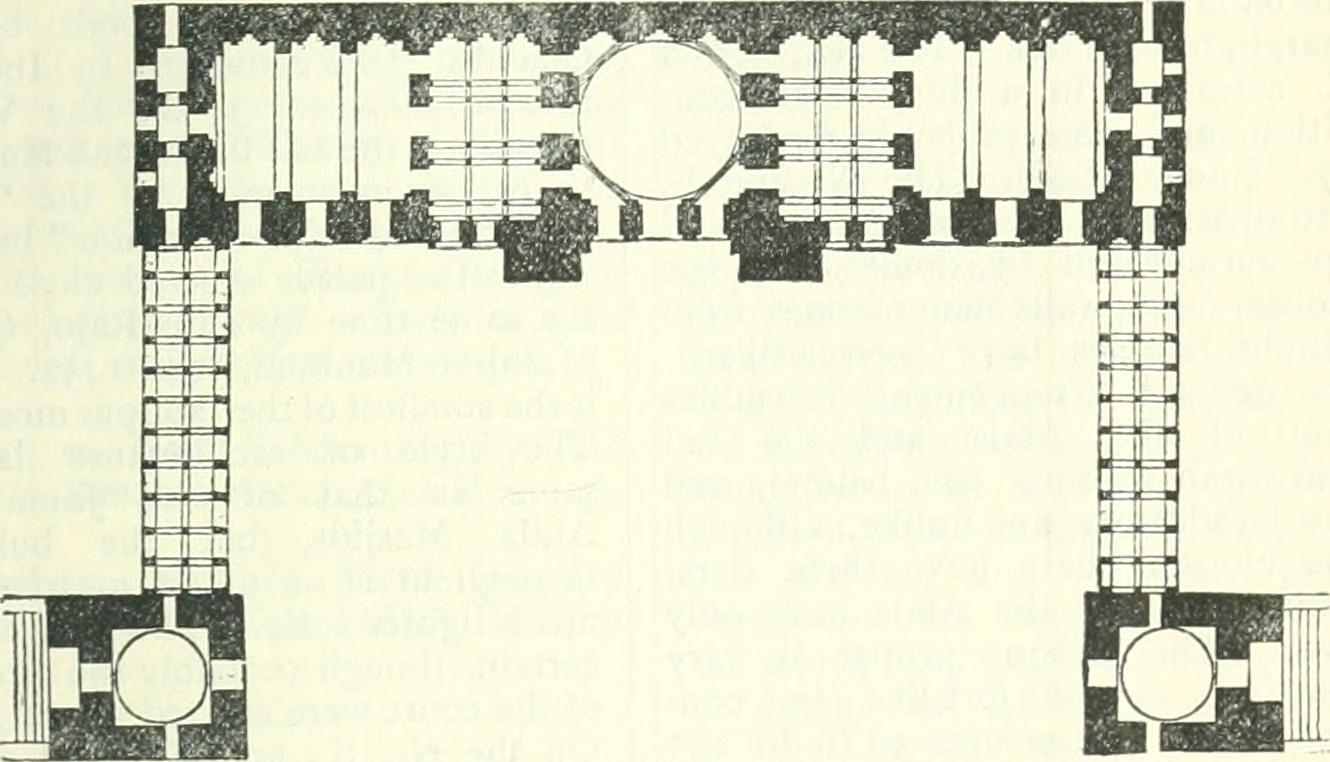
پلان نیمه غربی مسجد جامع جونپور هند

## در ادبیات
ویلیام هاجز در کتاب خود انتخاب صحنه‌هایی در هند به این مسجد اشاره می‌کند.

## یادداشت
- Nath, R. 1978. History of Sultanate Architecture. New Delhi, Abhinav Publications, 102-104.
- Williams, John A. and Caroline. 1980. Architecture of Muslim India. Set 4: The Sultanate of Jaunpur, about 1360-1480. Santa Barbara, California: Visual Education, Inc.